# Johannes Walling
Johannes Walling, auch Johann, Wallingk (* 1390 in Borken; † 27. Dezember 1458 in Lübeck) war ein deutscher römisch-katholischer Geistlicher an der römischen Kurie und Dompropst in Lübeck.

## Leben
Johannes Walling war ein Sohn von Heinemann Peters gen. Walling. Dieser hatte vom Grafen von Kleve das Gut Lepping zu Hoxfeld als Lehen erhalten. Heinemann verpfändete dieses wiederum und finanzierte mit dem Geld seinem Sohn Johannes, Kleriker der Diözese Münster, ein Studium in Florenz und Rom. 1407 taucht Johannes Walling erstmals in römischen Quellen als junger Kleriker an der Kurie von Papst Gregor XII. auf. Er spezialisierte sich im kanonischen Recht. In Rom wurde er 1419 Notar an der Rota Romana, 1422 zum Lizentiat und 1424 zum Doctor decretalium promoviert. Er war anschließend seit 1427 Richter, Auditor causarum, an der Rota Romana, später Päpstlicher Hauskaplan Eugens IV.
Schon 1410 oder spätestens 1417 hatte er die Pfarrkirche St. Remigius in seiner Heimatstadt Borken als seine erste Pfründe erhalten. Auf Bitten Wallings erhob Papst Eugen IV. sie am 16. April 1433 zum Kollegiatstift. Dietrich Franzois, Domdechant zu Münster und Archidiakon zu Borken, stellte am 27. Oktober 1433 eine Urkunde aus, in der Walling zum ersten Dechanten des neuen Stifts ernannt wurde. Johannes Walling stiftete aus seinem Familienvermögen eine Präbende. Durch weitere Stiftungen entstanden schließlich zehn Kanonikate.
Mit Hilfe seiner römischen Beziehungen gelang Walling im Laufe seiner Karriere eine bemerkenswerte Pfründenhäufung. So war er Pfarrer, dann Dekan von Borken, Pfarrer von Kampen im Bistum Utrecht, Inhaber von Kanonikaten an St. Kunibert (Köln) und in Soest, seit 1425 Dekan am Kollegiatstift Alter Dom (Münster) und wurde 1433 auf Provision von Papst Eugen IV. Propst von St. Mauritz in Münster. Dagegen erhob das Domkapitel Münster Einspruch, da es sich übergangen fühlte und Walling als nicht Adliger nicht in der Lage sei, als Lehnsherr zu fungieren.
1436 erhielt er, wiederum auf päpstliche Provision, die Dignität als Dompropst in Lübeck als Nachfolger von Berthold Rike, der von mecklenburgischen Truppen entführt und in mecklenburgischer Gefangenschaft verstorben war. Er gab einige seiner Pfründen auf und residierte fortan in Lübeck. Bei der Lübecker Bischofswahl 1449, an der er als ranghöchstes Mitglied des Kapitels teilnahm, unterlag er dem in Lübeck verwurzelten Domdekan Arnold Westphal.
Wegen seiner Expertise im kanonischen Recht war Walling ein gesuchter Schlichter und Richter. Seine wichtigste und schwierigste Aufgabe fand er im langwierigen Lüneburger Prälatenkrieg. Als päpstlicher Richter entschied er, den Lüneburger Propst Schaper wieder in sein Amt einzusetzen, und belegte 1453 den Lüneburger Rat und den Bischof von Verden Johannes III. von Asel mit dem Kirchenbann. Der Streit zog sich bis nach Wallings Tod hin und konnte erst 1462 beigelegt werden.

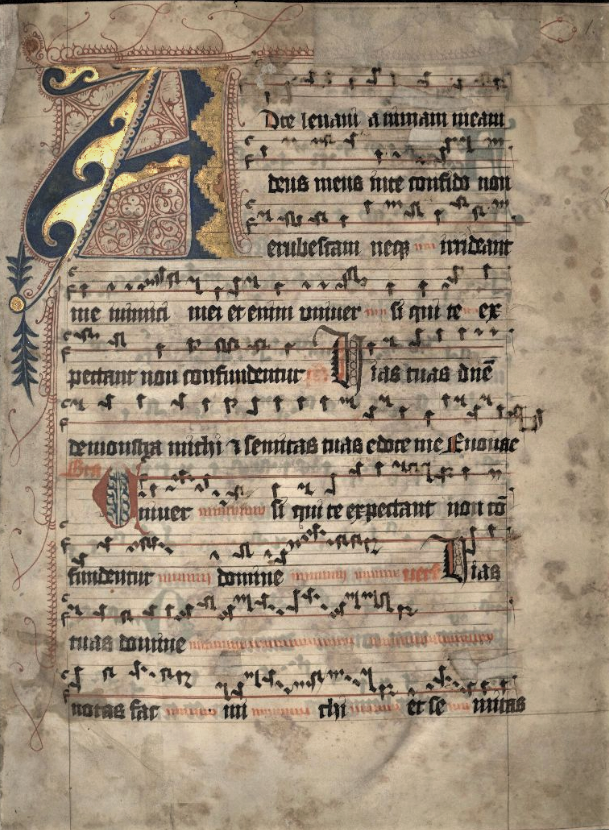
Von Johannes Walling gestiftetes Graduale

Dem Lübecker Dom stiftete er ein Graduale, das mit der Dombibliothek, allerdings mit einem Umweg über die Bibliothek von Ernst Deecke in die Stadtbibliothek Lübeck kam, dort erhalten ist und 2019 digitalisiert wurde.
Seine steinerne Grabplatte mit Metalleinlagen vor dem Chor des Lübecker Doms ist in der Literatur aufgrund der Überlieferung des Memorienbuches des Doms beschrieben, aber nicht erhalten.

## Erinnerung
Seit 1952 trägt eine katholische Schule in Borken den Namen Johann-Walling-Schule. Auch ein Kindergarten in Borken und die dortige Johann-Walling-Straße sind nach ihm benannt.